# THE VERY RUST OF UNICORN
『THE VERY RUST OF UNICORN』（ザ・ベリー・ラスト・オブ・ユニコーン）は、日本のロックバンドであるUNICORNの2作目のベスト・アルバム。
1994年4月21日にソニー・ミュージックレコーズからリリースされた。

## 解説
- Disc1にはライブ盤。Disc2にはベスト・アルバム『THE VERY BEST OF UNICORN』（1993年）に収録されなかった曲で構成された裏ベスト盤。初回限定版は、ゴム製のCDケース付きで発売された。
- RUSTとは英語で（才能の）さびつき、無活動を意味する。

## 収録曲
| 全編曲: UNICORN。 | |                    |                    |                    |       |
| #                 | タイトル | 作詞               | 作曲               | ボーカル           | 時間  |
| 1.                | 「ケダモノの嵐」 | 川西幸一           | 奥田民生           | 奥田民生           | 3:31  |
| 2.                | 「HEY MAN!」 | 奥田民生           | 奥田民生           | 奥田民生           | 5:25  |
| 3.                | 「エレジー」 | 奥田民生           | 奥田民生           | 奥田民生           | 3:10  |
| 4.                | 「抱けるあの娘」 | 奥田民生           | 奥田民生           | 奥田民生           | 5:54  |
| 5.                | 「Alone Together」 | 堀内一史           | 堀内一史           | 奥田民生           | 4:45  |
| 6.                | 「Fallin' Night」 | 奥田民生           | 奥田民生           | 奥田民生           | 4:58  |
| 7.                | 「オールウェイズ」 | 手島いさむ         | 手島いさむ         | 手島いさむ         | 4:44  |
| 8.                | 「立秋」 | 阿部義晴           | 阿部義晴           | 奥田民生           | 4:30  |
| 9.                | 「風 〜 CSA 〜 風II」 | 奥田民生、阿部義晴 | 奥田民生、阿部義晴 | 奥田民生、阿部義晴 | 2:17  |
| 10.               | 「忍者ロック」 | 阿部義晴           | 阿部義晴           | 阿部義晴           | 3:01  |
| 11.               | 「ユニコーン・メドレー」(Maybe Blue〜I’M A LOSER〜シンデレラアカデミー〜自転車泥棒〜眠る〜人生は上々だ〜Game〜ルパン三世のテーマ〜君達は天使〜SUGAR BOY〜Maybe Blue) |                    |                    |                    | 11:57 |
| 12.               | 「薔薇と憂鬱」 | 堀内一史           | 堀内一史           | 堀内一史           | 3:31  |
| 13.               | 「Hystery Mystery (Panic Version)」 | 奥田民生           | 奥田民生           | 奥田民生           | 3:22  |
| 14.               | 「すばらしい日々」 | 奥田民生           | 奥田民生           | 奥田民生           | 4:18  |
| 合計時間:         | 合計時間: | 合計時間:          | 合計時間:          | 合計時間:          | 65:30 |

| 全編曲: UNICORN。 |                                      |                    |                              |                      |       |
| #                 | タイトル                             | 作詞               | 作曲                         | ボーカル             | 時間  |
| 1.                | 「命果てるまで」                     | 奥田民生           | 奥田民生                     | 奥田民生             | 3:49  |
| 2.                | 「サービス」                         | 奥田民生           | 奥田民生                     | 奥田民生             | 3:58  |
| 3.                | 「ペーター」                         | 堀内一史           | 堀内一史                     | 堀内一史             | 3:26  |
| 4.                | 「ロック幸せ」                       | 川西幸一           | 川西幸一                     | 川西幸一、手島いさむ | 1:59  |
| 5.                | 「サマーな男」                       | 奥田民生           | 奥田民生                     | 奥田民生             | 3:31  |
| 6.                | 「ハヴァナイスデー」                 | 奥田民生           | 奥田民生                     | 奥田民生             | 2:39  |
| 7.                | 「PTA 〜光のネットワーク〜」         | 阿部義晴、奥田民生 | 阿部義晴、奥田民生、小西康陽 | 阿部義晴、奥田民生   | 5:46  |
| 8.                | 「デーゲーム」                       | 手島いさむ         | 手島いさむ                   | 坂上二郎             | 4:31  |
| 9.                | 「ブルース」                         | 川西幸一           | 川西幸一                     | 奥田民生             | 3:18  |
| 10.               | 「開店休業」                         | 阿部義晴           | 阿部義晴                     | 奥田民生             | 3:52  |
| 11.               | 「東京ブギウギ」                     | 鈴木勝             | 服部良一                     | 奥田民生             | 3:28  |
| 12.               | 「奥田民生による「大迷惑」歌唱指導」 |                    |                              |                      | 3:35  |
| 13.               | 「大迷惑カラオケ」                   | 奥田民生           | 奥田民生                     |                      | 3:35  |
| 合計時間:         | 合計時間:                            | 合計時間:          | 合計時間:                    | 合計時間:            | 47:32 |

## 曲解説

### Disc1
1. ケダモノの嵐
UNICORN 1990 "嵐のケダモノ TOUR" @横浜アリーナ 1991/2/23より。
2. HEY MAN!
UNICORN WORLD TOUR 1989 "服部" @日本武道館 1989/7/10より。
3. エレジー
UNICORN 1990 "嵐のケダモノ TOUR" @横浜アリーナ 1991/2/23より。
4. 抱けるあの娘
UNICORN WORLD TOUR 1989 "服部" @日本武道館 1989/7/10より。
5. Alone Together
UNICORN WORLD TOUR 1989 "服部" @日本武道館 1989/7/10より。
6. Fallin' Night
UNICORN "全国TOUR PARTII" @大阪ミューズホール 1988/4/18より。
7. オールウェイズ
UNICORN TOUR 1993 "4946" @広島サンプラザ 1993/7/4より。
8. 立秋
UNICORN TOUR 1993 "4946" @沖縄市民会館 1993/8/11より。
9. 風 〜 CSA 〜 風II
『MOVIE4 舞監なき戦い』のために黒沢フィルムスタジオにて収録された音源 1991/12/29,30より。
10. 忍者ロック
UNICORN TOUR 1993 "4946" @沖縄市民会館 1993/8/11より。
ヴォーカルは阿部義晴。ユニコーンとしては未だスタジオレコーディングはされていないが、その後阿部のソロアルバム『RAIN』にて、奥田と川西を迎えてスタジオレコーディングされたものが収録されている。
11. ユニコーン・メドレー
（Maybe Blue～I’M A LOSER～シンデレラアカデミー～自転車泥棒～眠る～人生は上々だ～Game～ルパン三世のテーマ～君達は天使～SUGAR BOY～Maybe Blue）
『MOVIE4 舞監なき戦い』のために黒沢フィルムスタジオにて収録された音源 1991/12/29,30より。
12. 薔薇と憂鬱
UNICORN TOUR 1993 "4946" @広島サンプラザ 1993/7/4より。
13. Hystery Mystery (Panic Version)
UNICORN "全国TOUR PARTII" @大阪ミューズホール 1988/4/18より。
14. すばらしい日々
UNICORN TOUR 1993 "4946" @沖縄市民会館 1993/8/11より。

### Disc2
1. 命果てるまで
2. サービス
3. ペーター
4. ロック幸せ
5. サマーな男
アルバム初収録曲。
6. ハヴァナイスデー
7. PTA 〜光のネットワーク〜
8. デーゲーム
坂上二郎ボーカルバージョン。
アルバム初収録バージョン。
9. ブルース
アルバム初収録曲。
10. 開店休業
11. 東京ブギウギ
12. 奥田民生による「大迷惑」歌唱指導
シングル「大迷惑」カセット盤収録。本作で初CD化。
13. 大迷惑カラオケ
シングル「大迷惑」カセット盤収録。本作で初CD化。

## チャート、認定
| チャート         | 最高順位 | 登場週数 | 売上数   | 備考       | 出典  |
| ---------------- | -------- | -------- | -------- | ---------- | ----- |
| 日本（オリコン） | 1位      | 4回      | 18.9万枚 | 初回限定盤 | [ 1 ] |
| 日本（オリコン） | 23位     | 7回      | 5.5万枚  | 通常盤     | [ 1 ] |

| 国/地域 | 認定組織         | 日付      | 認定     | 売上数   | 出典  |
| ------- | ---------------- | --------- | -------- | -------- | ----- |
| 日本    | 日本レコード協会 | 1994年5月 | ゴールド | 200,000+ | [ 2 ] |

## リリース日一覧
| No. | リリース日    | レーベル                       | 規格         | カタログ番号 | 備考                         | 出典  |
| --- | ------------- | ------------------------------ | ------------ | ------------ | ---------------------------- | ----- |
| 1   | 1994年4月21日 | ソニー・ミュージックレコーズ   | 2枚組CD      | SRCL-2860〜1 | 初回限定盤、ゴム製CDケース付 |       |
| 2   | 1994年4月21日 | ソニー・ミュージックレコーズ   | 2枚組MD      | SRYL-7143〜4 |                              |       |
| 3   | 1994年4月27日 | ソニー・ミュージックレコーズ   | 2枚組CD      | SRCL-2863〜4 | 通常盤                       |       |
| 5   | 2012年11月7日 | ソニー・ミュージックダイレクト | AAC-LC       | -            | デジタル・ダウンロード       | [ 3 ] |
| 6   | 2012年11月7日 | ソニー・ミュージックダイレクト | ロスレスFLAC | -            | デジタル・ダウンロード       | [ 4 ] |